# Лінчепінзький кафедральний собор
58°24′40″ пн. ш. 15°37′00″ сх. д. / 58.411111111111° пн. ш. 15.616666666667° сх. д.
Лінчепінзький кафедральний собор (швед. Linköpings domkyrka) — собор у шведському місті Лінчепінг. Є кафедральним собором єпархії Лінчепінга Шведської Лютеранської Церкви.

## Історія

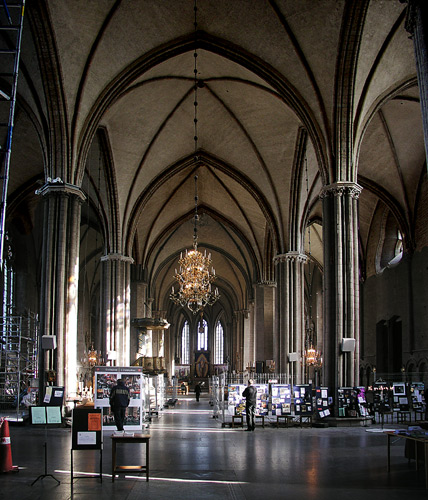
Внутрішній інтер'єр собору

Собору в сучасному вигляді має приблизно 800 років. Однак, його історія починається в XI столітті з дерев'яної церкви, що стояла на цьому місці. Приблизно 1120 року була побудована кам'яна церква, розмірами приблизно на половину сучасної будівлі (довжина 110 метрів, висота вежі 107 метрів).
Приблизно в 1230-і роки постала необхідність побудувати велику церкву, оскільки стара стала замала. Церкву було розширено на схід, з новим хором та трансептом. Ці частини збереглися досі. Сучасна вівтарна частина також залишилася з того часу.
Наступне розширення церкви було проведене після коронації Вальдемара I, 1251 року. Тодішній вигляд церкви зберігся до наших днів.
На початку XV століття, приблизно 1408–1420 роки, були побудовані капели з великими вікнами, що розташовані у вигляді зірки. Капели були названі на честь Св. Андреаса (пізніше перейменована на честь Св. Марії), Св. Миколая та Св. Хоми.

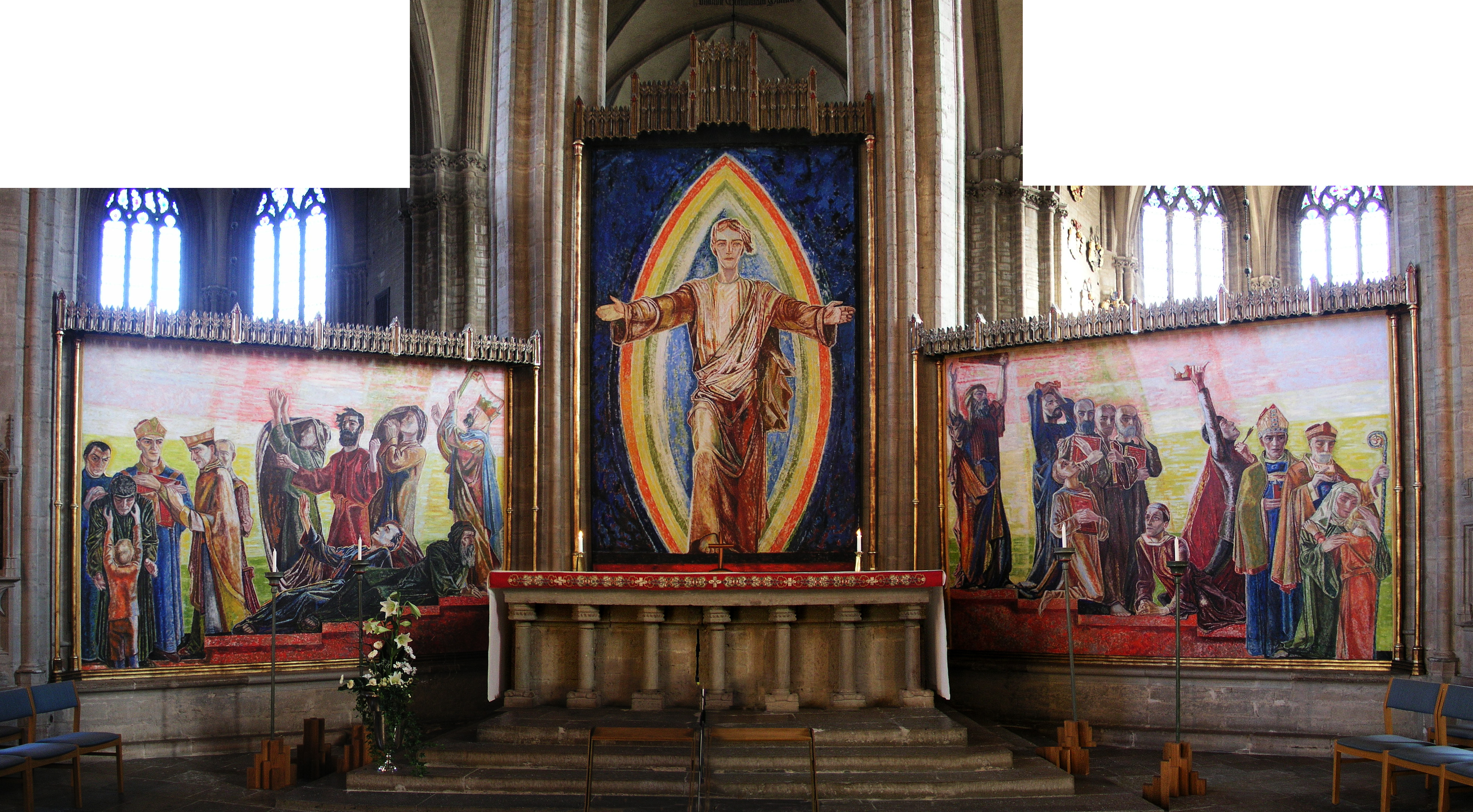
Вівтар

У 1546 та 1567 роках дах собору горів при пожежах. Головну вежу відновлювали між 1747–1758 роками, і знову між 1877–1886 роками цього разу архітектором Гельго Зетервалем (Helgo Zettervall). Під час реконструкції, проведеної 1967 року, була відновлена форма даху 17-го сторіччя.
Вівтарна частина розписана норвезьким художником Г. Серенсеном.
Дах критий мідними пластинами, під впливом навколишнього середовища він виразно зелений.